# Phạm Tất Đắc

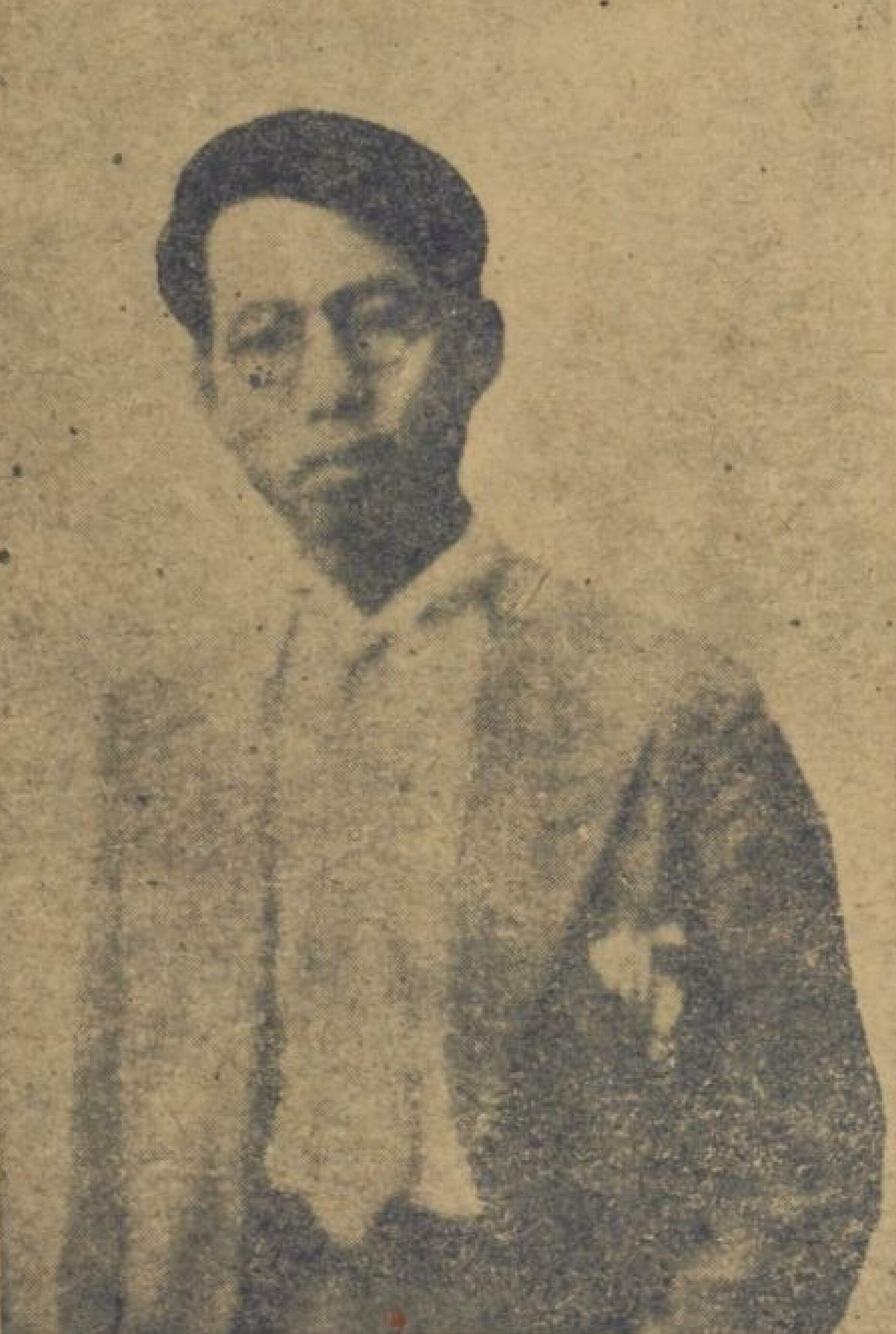
Chân dung Phạm Tất Đắc

Phạm Tất Đắc (1909-1935) là một nhà thơ và chí sĩ yêu nước Việt Nam.

## Thân thế và sự nghiệp
Ông sinh ngày 15 tháng 2 năm 1909, quê ở làng Dũng Kim, tổng Công Xá, huyện Nam Xương, phủ Lý Nhân (nay thuộc xã Hợp Lý, huyện Lý Nhân), tỉnh Hà Nam. Cha ông là Phạm Văn Mười, một thông phán làm việc ở Nhà in Viễn Đông (Imprimerie d’Extrême orient - IDEO) tại Hà Nội.
Do điều kiện gia đình, ông được ăn học đầy đủ và tốt nghiệp bằng Sơ đẳng tiểu học Pháp-Việt (Certificat d'Études Primaire Franco-Indigène - CEPFI). Năm 1923, ông vào học ở Trường Thành chung Bảo hộ (Collège du Protectorat, tức trường Bưởi), tuy nhiên, vào năm 1926, ông tham gia kêu gọi việc bãi khóa để đưa tang nhà chí sĩ Phan Châu Trinh. Nhân sự việc này, ông sáng tác tập thơ Chiêu hồn nước, gồm 198 câu song thất lục bát, với lời lẽ thống thiết dấy lên lòng yêu nước của người Việt trước cảnh nước nhà bị người Pháp đô hộ.
Trong tập thơ có những câu:
Hồn trở về non sông đất cũ
Mà mau mau giết lũ tham tàn
Mau mau giết lũ hại đàn
Túi tham dám chứa bạc vàng của dân
Hồn trở về cho dân tỉnh lại
Không ngu ngu, dại dại như xưa
Không còn vất vả sớm trưa
Không còn nắng nắng, mưa mưa dãi dầu
Hồn trở về, mau mau hồn hỡi
Hồn trở về tôi đợi, tôi mong
Hồn về tô điểm non sông
Hồn về đánh thức con Rồng, cháu Tiên.
Hoạt động nhuốm màu dân tộc chủ nghĩa của ông khiến ông bị đuổi học và bị chính phủ Bảo hộ theo dõi. Năm 1927, nhân việc nhiều nhân sĩ trí thức để tang chí sĩ Lương Văn Can - người sáng lập trường Đông Kinh Nghĩa thục, ông cho phát hành tập thơ Chiêu hồn nước. Ban đầu, ông đưa đến Nhà in Nghiêm Hàn nhưng người quản lý không dám nhận. Sau đó, chủ nhà in Nhà in Thanh Niên là Lê Cương Đồng nhận in, phát hành dưới dạng sách khổ nhỏ, 12 trang. Khi tập thơ vừa phát hành, được giới học sinh, sinh viên đón nhận, nhưng chính quyền bảo hộ Pháp ra lệnh tịch thu và nghiêm cấm lưu hành. Phạm Tất Đắc bị bắt và bị kết tội tuyên truyền "vận động có tính chất làm rối sự an ninh công cộng và gây ra những sự rối loạn trầm trọng", cùng với Lê Cương Đồng bị đưa ra xử ở Hà Nội ngày 15 tháng 6 năm 1927.
Khi tòa án cho gọi cha ông là cụ Phạm Văn Mười ra chất vấn về tội không biết dạy con, để con làm loạn, cha ông khẳng khái trả lời: "Con tôi lúc ở nhà, quyền dạy dỗ thuộc về tôi. Nay đi học trường Chính phủ Bảo hộ thì việc nó làm Chính phủ phải chịu. Chính phủ đã nhận việc giáo dục nó, sao lại hỏi đến tôi?".
Do mới 17 tuổi, chưa đến tuổi chịu trách nhiệm trước pháp luật, nên tòa án quyết định giam ông vào nhà trừng giới cho đến tuổi trưởng thành. Trên thực tế, ông bị đem giam ở trại giáo hóa Trị Cụ ở thượng du (nay thuộc xã Ngọc Vân, huyện Tân Yên, tỉnh Bắc Giang). Ở đây ông tiếp tục tuyên truyền chống Pháp và đứng ra tổ chức đánh giám thị nên lại bị đưa về giam ở nhà pha Hỏa Lò (Hà Nội), mãi đến năm 1930 mới được tha.
Vì bị giam lâu năm nên ông hay bệnh. Ông mất ngày 24 tháng 4 năm 1935 tại Hà Nội, khi mới 26 tuổi.

## Vinh danh
Các bản in Chiêu hồn nước đều bị chính quyền thực dân Pháp truy lùng tịch thu. Những ai lưu trữ đều bị kết án, vì vậy nội dung bài thơ rất ít người biết, hoặc chỉ biết một vài câu, hoặc một đoạn ngắn. Mãi đến năm 1955, một ông giáo đã tặng một bản in còn sót lại của quyển Chiêu hồn nước mà ông lặng lẽ giữ lại cho ông Phí Văn Bái. Ông Bái sau đó cũng tặng lại cho Bảo tàng Nhà văn Việt Nam, nhờ đó mà mọi người lưu được toàn văn nội dung của tập thơ này.
Tên của Phạm Tất Đắc được đặt cho đường phố tại thị trấn Vĩnh Trụ, huyện Lý Nhân và tại Phủ Lý, Hà Nam.

## Nhầm lẫn
Một số tài liệu nhầm lẫn chí sĩ Phạm Tất Đắc với nhà giáo và dịch giả Phạm Tất Đắc, bút hiệu Hậu Năng, Mãi Sơn Ông, người Phúc Yên, tác giả của Quản Tử, Thương Tử và Văn pháp chữ Hán.